# Josef Linhart (politik)
Josef Linhart (* 9. prosince 1931) byl český a československý politik Komunistické strany Československa a poúnorový poslanec Národního shromáždění ČSSR a Sněmovny lidu Federálního shromáždění.

## Biografie
Ve volbách roku 1960 byl zvolen do Národního shromáždění ČSSR za Západočeský kraj jako bezpartijní kandidát. Mandát obhájil ve volbách v roce 1964. V Národním shromáždění zasedal až do konce jeho funkčního období v roce 1968.
K roku 1968 se profesně uvádí jako technik z obvodu Rokycany.
Po federalizaci Československa usedl roku 1969 do Sněmovny lidu Federálního shromáždění (volební obvod Rokycany, nyní již jako poslanec za KSČ), kde setrval do konce volebního období, tedy do voleb v roce 1971.